# Pseudavenionia pedemontana
Pseudavenionia pedemontana is een slakkensoort uit de familie van de Hydrobiidae. De wetenschappelijke naam van de soort is voor het eerst geldig gepubliceerd in 1982 door Bodon & Giusti.